# Матмуя, Херциана
Херциана Матмуя, также известная как Херсиана Матмуя или Херси Матмуя (алб. Herciana Matmuja; род. 1 февраля в 1990 году, Кукес, Народная Республика Албания) — албанская певица, которая представляла Албанию на конкурсе песни «Евровидение 2014», с песней «One Night’s Anger». Херси не прошла в финал. В 2025 году поддержала идею дисквалификации Израиля с конкурса